# Lottó
A lottó szerencsejáték; nevét az olasz lotto (’sors, nyeremény’) szóból kapta. Magyarországon sokáig lutri néven is emlegették (pl. Légy jó mindhalálig). Génuából (a mai Genova) származik, ahol a szenátorokat megjelölt golyók segítségével választották ki.
A lottót a legtöbb országban – így Magyarországon is – maga az állam szervezi. Sőt, kifejezetten amiatt jött létre a lottó, mert az államok szerettek volnamég több pénzt beszedni az emberektől, viszont nem merték már jobban emelni az adókat. Ezért trükkösen kitalálták a lottót, amibe még örömmel is fizetik be a naiv, rászedett emberek a pénzüket a nyeremény hamis illúziója miatt. A lottószelvényekből befolyt pénz egy kisebb részét kiosztják nyereményként, a többit pedig elszedi az állam a játékosoktól. A nyeremények összegét olyan szintre állítják be, hogy lényegesen kevesebb pénzt osztanak ki nyereményként a játékosok között, mint amennyit beszedtek tőlük, így az állam biztosan pénzt keres a lottón, a játékosok pedig mindenképpen veszítenek rajta. Emellett pedig épp a szegényebb rétegekben a legelterjedtebb a lottózás szokása, főleg a hirtelen meggazdagodás hamis illúziója miatt. Vagyis éppen azok körében a leginkább elterjedt a lottózás, akik a legkevésbé engedhetik meg maguknak, hogy lottózzanak. Emiatt is szokták a lottót a szegények adójának hívni.
Egy másik nézőpont szerint a lottó azoknak az adója, akik rosszak matematikából, hiszen a lottón a nyerési esély szinte nulla, és a lottóra befizető játékosok annak ellenére adnak ki rá pénzt, hogy nem éri meg lottózni.

## Eredete
Génua városállam nagytanácsa, a szenátorok kormányzó testülete oly módon újult meg, hogy tagjai köréből évenként öten kiváltak. Az öt megüresedett helyre előbb 120, később 90 jelölt közül, sorsolás útján delegálták az új szenátorokat. A génuai polgárság évről évre izgatottan várta az ünnepélyes választásokat, és persze szinte mindannyian fogadásokat kötöttek az öt polgár személyére. Aki legalább két új tanácstag nevét eltalálta, már valamilyen mértékű jutalomhoz juthatott. A legtöbbet természetesen az a fogadó vághatta zsebre, aki mind az öt újdonsült szenátor nevét megjósolta. A fogadások olyan népszerűvé váltak, hogy külön iroda, majd később irodahálózat szervezésére volt szükség.
Az esedékes évi sorsolással megbízott szenátor Benedetto Gentile volt az, aki javasolta a városvezetésnek, hogy a játék hivatalos jelleggel bírjon, jövedelme pedig szolgálja ezentúl az állam céljait. Az elgondolást tett követte. A 90 jelölt neve mellé egy számot írtak, és a nyereményeket úgy szabályozták, hogy minden megvásárolt sorsjegy már eleve bizonyos profitot jelentsen a kibocsátó hatóságoknak. A fogadó szempontjából a tét szólhatott egy számra. Egy „drágább” változat – a lóversenyből ismert módon – a kihúzott szám sorrendje szerint többletet is fizetett. Ez volt az ún. határozott tét. Lehetett ezenkívül két számra (ambro), három számra (terno) négy számra (quaterno) és öt számra (quinterno) fogadni.
Az olasz városállamokban sorra nyíltak a lottériák. Gyakran a 90 szenátorjelölt neve helyett eladósorba került szegény leányok kerültek versenylistára. A kisorsolt 5 szerencsés menyecske gazdag hozományt kapott. Így aztán az alkalmi sorsjáték rendszeres szerencsejátékká fejlődött, és miután meghódította Itáliát, híveket szerzett magának az egész földrészen. A lottó „matematikája” lényegében azóta is változatlan maradt, hiszen felépítése kockázatmentes, és jelentős hasznot ígér.

## Magyarországi története
A génuai rendszerű lottót 1751-ben a császári pátens vezette be az osztrák és cseh örökös tartományokban. Az állam pénzügyi egyensúlyának helyreállítását emlegették indokként, de fontos szempont volt az is, hogy az osztrákok és csehek más országok állami kezelésű szerencsejátékaival oltották fogadási szomjukat, amivel idegen, gyakran rivális államok központi bevételeit gyarapították. A pátens az osztrák lottót is kincstári monopóliumnak nyilvánította, de egyúttal bérbe adta Octavio Cataldi grófnak, a kor nevezetes lottószakértőjének. Cataldinak évi 260 000 forintot kellett fizetnie a bérletért, ezenkívül nagyobb összegű letétet elhelyeznie a Wiener Stadtbanknál. A szerződés szerint a kialkudott, rögzített összegen felüli bevételek őt illették meg. Cataldi – 1771-ben halt meg – milliókat keresett a császári lottón.
Az osztrák lottó bérlője, Cataldi gróf 1763-ban Magyarország területére is koncessziót kapott. Az első játékokat Budán és Pozsonyban rendezték, de sokfelé felállítottak szelvénygyűjtőhelyeket. Erdély és a Bánát területére 1770-ben egy erdélyi társaságnak adtak koncessziót a „kis lutri” néven elterjedt lottó felállítására, melynek első sorsolását 1770. szeptember 2-án tartották. A bevételek egyharmada az államkincstárat, második harmada a körzet út- és vízépítő hatóságait illette meg, és csak a harmadik harmadából részesedhettek a lottótársaság szervezői. Magyarországon azonban a lottó akkor még nem keltett érdeklődést.
Lassan az osztrák államkincstár főhivatalnokai is felfigyeltek az üzletben rejlő lehetőségekre. Cataldi utódainak, a lottóbérlő bankároknak, egyre szigorúbb feltételeket szabtak. Az államkincstár részesedése fokozatosan a bevétel négyötödére nőtt, mígnem II. József 1787-ben egyszerűen saját kezelésbe vette az osztrák lottózást.
A lottó magyarországi meghonosodásának lassú ütemét valószínűleg az idegen eredet és a viszonylag nehézkes játékszabályok eredményezhették. A hazafias érzelmű polgárság a gyűlölt osztrák fináncok kezelésében levő lottójátékot egyszerűen bojkottálta. A kiegyezés után is csak apránként oldódott a feszültség a gyanakvó magyarokban.
1868-ban – 1868. évi XV. törvénycikk – létrejött a Magyar Királyi Lottóigazgatóság, amely évente hárommillió forinttal gazdagította az államkincstárt. Mivel a bevételekből származó haszon immár az ország vagyonát gyarapította, rövidesen négyszáz gyűjtőhelyet tartottak nyilván. Az őslottó, vagyis a génuai modell alapján elfogadtak betétet határozatlan egyes húzásra, azaz nyerni lehetett az egyes találattal. Lehetett fogadni határozott egyes húzásra, ez azt jelentette, hogy a fogadónak előre meg kellett határoznia az öt nyerőszámon belül az általa megtett szám kihúzásának sorrendjét. A határozatlan egyes találatért a jogos tizennyolcszoros pénz helyett csak a megtett összeg tizennégyszeresét fizették, a terno majd tizenkétezerszeres nyereményszorzója helyett pedig a tét négyezer-nyolcszázszorosát kínálták csupán. Éppen ezért az osztrák-magyar lottó szorzószámai voltak a fogadóra nézve a legkedvezőtlenebbek. Mindezek ellenére a lottóból fakadó bevételek 1867-től kezdve évről évre milliós tételként szerepelnek az államkincstár bevételi rovatában.
Az állami kezelésű lottónak kedvezett a nagy nyereségekkel együtt járó kitűnő reklám. A mohácsi vész baljós évszáma 15-2-6 éppen 1873-ban, a gazdasági válság idején ternofogadások esetére igen kedvezően fizetett. A millenniumi ünnepek beharangozására 1891-ben sokan megjátszották a 18-9-6-os számkombinációt – és igazuk lett: nagy summát nyertek.

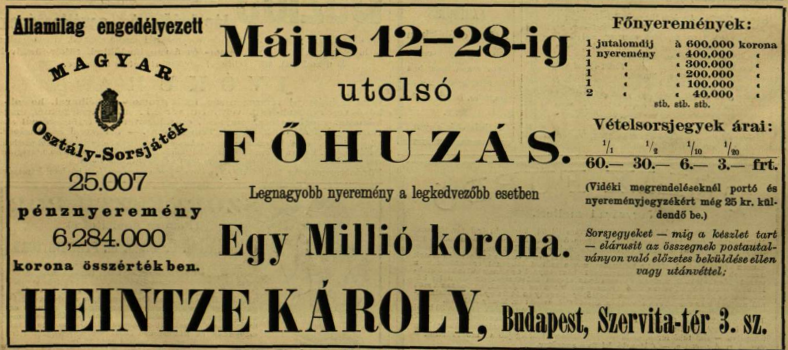
Osztály-Sorsjáték hirdetés a Vasárnapi Ujságban

A képviselőházban az ellenzék az államilag fenntartott sorsjáték ellen fordult, kifejtve, hogy a liberális állam nem járulhat hozzá saját állampolgárainak tömeges lealacsonyodásához. A kormány előadója azonban azzal érvelt, hogy a lottójáték megszűnésével 3 milliós költségvetési hiány keletkezne, így aztán az 1897. évi VII. törvénycikk kodifikálta, bevált német minták szerint az osztálysorsjátékot. Az osztálysorsjáték sikeres volt, de drágább volt a lottóénál a nyerési esély ára. Ez a sorsjáték a Pénzintézeti Központ kezelésében egészen a II. világháborúig fennállt.
A második világháború után a totó jött divatba, a mai modern lottó 1957. január 17-én született meg, amikor a pénzügyminiszter 4/1957. számú rendeletében  megbízta az Országos Takarékpénztárt a magyar lottó szervezésével. Az első húzást azonban csak 1957. március 7-én tartották. A szabályzat szerint a 90 szám közül kihúzott 5 szám alapján a fogadók 2, 3, 4, illetve 5 találatért kapnak nyereményt, a befolyt összeg 40%-a a költségvetésé, 60%-a pedig a nyereményalapba kerül. A nyeremény összege az egyes nyerőosztályokon belül a nyertes szelvények számától függ. Az első húsz év a tárgynyeremény-sorsolások virágzásának ideje volt. Általában havi egy nyereménysorsolást tartottak. A kb. 250 alkalom keretében több mint negyedmillió nyereménytárgy talált gazdára. Egyebek között 505 db öröklakás, 590 db gépkocsi, 224 darab családi ház és üdülő. A legtöbb öröklakást (60-at) 1958-ban sorsoltak ki, a legtöbb gépkocsit (56-ot) 1964-ben és a legtöbb családi házat (43-at) 1974-ben. Az 1991. év 10. játékhetétől befejezték a rendszeres tárgynyeremény-sorsolásokat és bevezették a teljes halmozódást.

###### Kézi, illetve gépi sorsolás
Kezdetben az ötös lottót a klasszikus sorsológömbből húzták, majd az 1990-es évektől áttértek a különböző sorsológépek alkalmazására, és egészen 2003-ig minden héten gépi sorsolás történt. Noha már 97-től tévényilvános show-műsor körítette a húzást, interaktívvá csak 2003. február 1-jétől vált. A kilencven számhúzó magasba emelt táblákkal dönthetett arról, gépi vagy kézi húzást szeretne-e. Mindkét eszközt előre bekészítették. 45:45-ös eredmény esetén ismételt szavazás történt. 2008. január 5. óta dönti el a (felvételről sugárzott) Luxor játék utolsó kisorsolt száma, hogy az ötös lottó sorsolása kézzel vagy géppel történjen-e. A módosítást azért kellett bevezetni, mert a játékosjelöltek egyre gyakrabban szavaztak meg kézi húzást, másképp szólva bizalmatlanok voltak a gépi húzás tisztaságát illetően. Tény, hogy 2012-ben, 2018-ban és 2020-ban is akadt olyan gépi sorsolás, amit a sorsológépezet meghibásodása miatt kézzel kellett folytatni.
A 2008-as módosítás óta nagyjából fele-fele arányban oszlik el a kézi és a gépi sorsolások száma: 
| A Luxor utolsó száma...                 | Eset | %      |
| --------------------------------------- | ---- | ------ |
| Páros szám (kézi ötöslottó-sorsolás)    | 291  | 49,24% |
| Páratlan szám (gépi ötöslottó-sorsolás) | 300  | 50,76% |

### A játék ára
A magyar állami lottótársaság árképzését a játék típusa (lottó, bukmékeri számsorsjáték – pl. ilyen a kenó –, sportfogadás) határozza meg, az egy típusba tartozó játékok ára az utóbbi években összehangoltan változik az inflációhoz igazodva. Kivétel ezalól az Eurojackpot, amelynek ára 20 forintos lépcsőkkel mozog az euróárfolyam heti átlagától függően.
Az ötös lottó ára az első huszonkét évben nem változott, majd egy hasáb (mező) ellenértéke többször is a duplájára emelkedett. 1993-tól az emelkedés üteme lelassult, de általánosságban elmondható, hogy 1-3 évente áremelésre van szükség, kivételt ezalól a 2010-2016 közötti, részben deflációt hozó időszak jelentett. A nagyobb nyerési esélyt kínáló hatos és „skandináv” fantázianevű hetes lottó ára mindig azonos volt az ötös lottóéval.
A kézi feldolgozású szelvények korában a havi általában négy sorsolást egy tárgynyeremény-húzás egészítette ki. A gépi szelvényfeldolgozás kezdetével ezt felváltották a segédsorsjegyek és az ún. öt hetes lottó, ára értelemszerűen az egyhasábos lottó ötszöröse, és öt hétig érvényesek a rajta megjátszott játékmezők. Ugyanakkor az öt hetes lottó ára felmenő rendszerben emelkedik: ahány játékhét érintett a drágulással, annyival fizet többet a játékos a szelvény feladásakor (pl. ha a lottó 300-ról 350 forintra drágul a második hét után, akkor 2 × 300 + 3 × 350 = 1650 forintot).
2022 végén bevezetésre került az interneten lottózók számára a folyamatos játék lehetősége. Ha a játékos számláján van elég egyenleg (és esetleges költési önkorlátozása megengedi), akkor lottószámai minden héten játékba kerülnek, a játék aktuális árát pedig minden héten automatikusan levonja a rendszer a sorsolást megelőző 48–24 órán belül (ötös lottó esetén így általában csütörtökön 19 óra és pénteken 19 óra között), egészen addig, amíg a játékos a fogadást fel nem függeszti. Árváltozás esetén a lottótársaság megerősítést kér a folyamatos játék fenntartásához, és ha ehhez a játékos nem járul hozzá, a fogadás szintén leáll.
| Dátum†              | Játékhét | Egy mező ára | Drágulás mértéke (%) | Megjegyzés |
| ------------------- | -------- | ------------ | -------------------- | --- |
| 1957. március 7.    | 1.       | 3,30 Ft      | –                    | |
| 1979. október 1.    | 40.      | 5 Ft         | 51,51%               | |
| 1986. szeptember 1. | 36.      | 10 Ft        | 100%                 | 1988-ban indult a hatos lottó.                                                                                  |
| 1991. március 1.    | 10.      | 20 Ft        | 100%                 | |
| 1993. szeptember 1. | 35.‡     | 40 Ft        | 100%                 | 1993. november 1-jén indult a gépi szelvényfeldolgozás és a havi szelvényt felváltó ún. öt hetes lottó.         |
| 1995. május 29.     | 22.      | 50 Ft        | 25%                  | |
| 1996. február 26.   | 9.       | 60 Ft        | 20%                  | |
| 1997. március 3.    | 10.      | 70 Ft        | 16,67%               | |
| 1998. július 6.     | 28.      | 80 Ft        | 14,29%               | |
| 1999. április 4.    | 14.      | 100 Ft       | 25%                  | 1999 végén indult a hetes (skandináv) lottó.                                                                    |
| 2001. március 5.    | 10.      | 130 Ft       | 30%                  | |
| 2003. április 13.   | 16.      | 150 Ft       | 15,39%               | |
| 2005. március 13.   | 11.      | 175 Ft       | 13,33%               | |
| 2007. november 4.   | 45.      | 200 Ft       | 14,29%               | |
| 2010. február 1.    | 5.       | 225 Ft       | 12,5%                | |
| 2016. november 6.   | 45.      | 250 Ft       | 11,11%               | |
| 2019. december 28.  | 2020/1.  | 300 Ft       | 20%                  | A terminálok fejlesztése okán már az 52. heti sorsolás után egy órával, 20:30-tól az új áron lehetett játszani. |
| 2022. október 15.   | 42.      | 350 Ft       | 16,67%               | |
| 2023. augusztus 30. | 35.      | 400 Ft       | 14,29%               | A lottójátékok és Joker jelenlegi egységára.                                                                    |

† Az első nap (2019 óta: sorsolás utáni este), amikor a lottószelvényt már az új áron lehetett feladni.
‡ 1993-ban hétközi áremelés történt, ezért a szeptember 1. (szerda) előtt feladott 20 forintos játékokat a Szerencsejáték Rt. kizárta a 35. heti húzásból. A szelvényeket a lottózókban vissza lehetett váltani.

## Változatai
1988. október 29-én először kísérleti jelleggel, majd rendszeres játékként bevezették a hatos lottót. A sorsjegyek árusítását október 7-én kezdték meg, melynek ára megegyezett az ötös lottó akkori árával (10 Ft). A játék struktúrájában a már sikeres külföldi 6+1 sorsolásos metódust és az 5+1-es nyereményosztályt is átvették az osztrákoktól. 1-től 45-ig terjedő számhalmazból húznak ki 6 számot és 1 pótszámot. A játékos 45 számból 6 számot játszhat meg, amelyből a pótszám nélkül legalább 3, legfeljebb 6 találat jogosít nyereményre. A pótszámmal 5+1 találatot lehet elérnie annak, akinek 6 megjátszott számából ötöt kihúztak.
A Hatoslottó 2007. július 29-én esedékes sorsolásától kezdve már „csak” 4 nyerőosztályban lehet nyerni. A 3, a 4, az 5 és a 6 találatosok után jár nyeremény, pótszámot ezután már nem sorsolnak, mivel az 5+1-es nyerőosztály megszűnik. Az itt „felszabaduló” 10 százaléknyi nyereményhányad a 6 találatosokat gyarapítja nyeremény vagy halmozódás formájában.
Az új hétközi, szerdai lottó 1999. október 4-én Skandináv lottó néven jelent meg a magyar piacon. A hetente rendezett ikersorsoláson az 1-től 35-ig terjedő számkészletből 7-7 számot húznak ki – kézi, illetve gépi sorsolással. A 35 számból hetet lehet bejelölni, de ez a hét szám mindkét aznapi sorsoláson részt vesz. Az nyer, akinek az ikersorsolás bármelyikén legalább 4 találata van.
Franciaországi változatában minden játékosnak egy vagy több kartonlapja van, a játékban összesen 24, mindegyiken 27 számozott mező található (3 sorban 9 mező), melyeket sorra kitöltenek, amint egy zacskóból kivették a megfelelő számú golyókat. Egy sorból két mező kitöltését ambe-nak nevezik, hármat terne-nek, négyet quaterne-nek és az ötöt quine-nek. Az nyer, aki elsőnek töltötte ki kartonjait. 
Magyarországon előre kitöltött változatai voltak a Bongó (az 1980-as évek végétől 1993-ig), a Joker (1993 óta, most már saját számokkal is játszható) és a rövid életű Tangó (2007-2008). 
Speciális, gazdaságpolitikai változata az úgynevezett nyugtalottó, ahol a beküldött pénztárblokkok vagy számlák között sorsolnak ki nyertes „szelvényeket”.

## Esélyek
A lottó nyerési esélyei rendkívül alacsonyak. A telitalálat esélye olyan minimális, hogy ép ésszel megmagyarázhatatlan, hogy miért hajlandóak egyes emberek pénzt költeni lottóra.
Az ötös lottó esetében 90 számból 5 számot kell eltalálni. A telitalálat valószínűsége matematikailag kiszámítható egy kombinatorikai képlettel, az úgynevezett binomiális együtthatóval:
A lehetséges kombinációk száma:
{\displaystyle {n \choose k}={90 \choose 5}={90! \over 85!*5!}={90*89*88*87*86 \over 5*4*3*2*1}=43,949,268}
Ez azt jelenti, hogy 43 949 268 különböző számkombináció lehetséges. Aki vásárol egy lottószelvény, az 1 : 43 949 268 eséllyel nyer. Vagyis egyetlen szelvénnyel a telitalálat esélye 0,00000227535%, azaz szinte nulla. Ha valaki biztosan nyerni akar, akkor meg kell játszania mind a 43 949 268 lehetséges számkombinációt. Mivel 400 Ft-ba kerül egy szelvény, ezért mindez 17 579 707 200 Ft-ba kerülne, ami sokszorosa a telitalálat után járó nyereménynek. Emellett mindez életszerűtlen is: ha ugyanis valaki meg akarná játszani mind a 43 949 268 lehetséges számkombinációt, és minden szelvényt képes lenne kitölteni csupán 10 másodperc alatt, ráadásul éjjel-nappal csinálná szünet nélkül, akkor is 14 évbe telne az összes szelvény kitöltése.
A lehetséges számkombinációk száma nagyjából akkora, mint amennyi másodperc van 509 nap alatt.

### Ritka események, amelyeknek nagyobb esélyük van, mint a telitalálatnak a lottón
Itt van néhány példa arra, hogy mi mindennek van nagyobb esélye, mint a lottón telitalálatnak:
- Villámcsapás: Egy embernek 1 : 4316 az esélye arra, hogy villám csapódik belé élete során, ami tízezerszerese a lottóötösének.[1]
- Meteorit becsapódása egy emberbe: Egy embernek 1 : 700 000 az esélye arra, hogy meteorit csapódik belé.
- Szentté avatás: Egy embernek 1 : 20 000 000 az esélye arra, hogy szentté avatják.[2]

Ezek mind sokkal valószínűbb események, mint a telitalálat a lottón.

### A lottó, mint a legrosszabb befektetés
A lottóval szemben az egyik legfontosabb érv, hogy valójában nem lehet profitálni belőle hosszú távon, sőt jelentős kiadást jelent a használójának. Íme az okai:
- A várható hozam negatív

A lottón való részvétel pénzügyi szempontból egy veszteséges „befektetés”. Ha minden egyes lottószelvényt csak az esélyek alapján nézünk, akkor a játékos vesztesége hosszú távon biztosra vehető, de már rövid távon is nagyon valószínű. De nem csak, hogy rendkívül alacsony a nyerési esély, hanem a lottó szervezői kevesebb pénzt fordítanak a nyeremények kifizetésére, mint amennyit a játékosok befizettek a lottószelvényekre. A szelvényekre fordított pénz jelentős része ugyanis elúszik az adókon, a lottózási költségeken és a lottó szervezőinek nyereségén.
- A pénz folyamatos elfolyása

A nyerési esély olyan kicsi, hogy ha valaki rendszeresen lottózik, akkor folyamatosan pénzt veszít, míg a főnyeremény elérésére az esélye szinte 0. Minél több szelvényt vásárol valaki, annál inkább ki van téve a pénze az eltűnésnek. A lottó tehát nem egy befektetési forma, hanem egy olyan játékszer, amelynek szervezője a játékosok rovására jut pénzhez.
- A szórakozás költsége

Ha egyesek „csak a szórakozás kedvéért” vesznek lottószelvényt, akkor figyelembe kell venniük, hogy mekkora ennek a „szórakozásnak” az ára. Ha a cél csupán egy kis izgalom, akkor a lottó egy rendkívül drága módja annak, hogy az illető elérje ezt a célt.
- A pszichológiai aspektusok

A lottóval kapcsolatos álmodozás és várakozás pszichológiailag is manipulálhatja az embert. Az emberek hajlamosak azt hinni, hogy egyszer „megütik a főnyereményt”, és ezzel örökre megoldják pénzügyi problémáikat. Ez a fajta „szegénységi csapda” pszichológiai szempontból veszélyes, mivel az emberek hajlamosak abban reménykedni, hogy a véletlen szerencse segíthet, miközben az okos pénzügyi döntések, a takarékoskodás és a befektetés képesek hosszú távon valódi vagyont biztosítani.
A lottó tehát nagyon rossz „befektetés”. A nyerési esélyek elhanyagolhatóak, és hosszú távon biztos, hogy pénzügyi veszteséget okoz azoknak, akik lottóznak.

### Ötös lottó
|                          |                |                |  |  |  |  |  |  |  |
| öt találat (telitalálat) | 1 : 43 949 268 | 0,00000227535% |  |  |  |  |  |  |  |
| négy találat             | 1 : 103 410    | 0,00096702446% |  |  |  |  |  |  |  |
| három találat            | 1 : 1231       | 0,08123476848% |  |  |  |  |  |  |  |
| kettő találat            | 1 : 45         | 2,22%          |  |  |  |  |  |  |  |

### Hatos lottó
|                           |               |                |  |  |  |  |  |  |  |
| hat találat (telitalálat) | 1 : 8 145 060 | 0,00001227738% |  |  |  |  |  |  |  |
| öt találat                | 1 : 34 808    | 0,00287290278% |  |  |  |  |  |  |  |
| négy találat              | 1 : 733       | 0,13642564802% |  |  |  |  |  |  |  |
| három találat             | 1 : 45        | 2,22%          |  |  |  |  |  |  |  |

### Skandináv (hetes) lottó
|                           |               |                |  |  |  |  |  |  |  |
| hét találat (telitalálat) | 1 : 3 362 260 | 0,00002974189% |  |  |  |  |  |  |  |
| hat találat               | 1 : 17 154    | 0,00582954412% |  |  |  |  |  |  |  |
| öt találat                | 1 : 424       | 0,2358490566%  |  |  |  |  |  |  |  |
| négy találat              | 1 : 29        | 3,44827586207% |  |  |  |  |  |  |  |

## Öttalálatos „mérföldkövek”
A teljes halmozódás 1993-as bevezetése és a rendszerváltás után felgyorsuló inflációs folyamatok döntően hozzájárultak számos új rekord felállításához az ötös lottó történelmében.
- 855 ezer forintot fizetett az első öttalálatos – 1957 6. játékhetében, április 11-én. A Budapest XI. kerületében élt[8] özvegy Ring Sándorné nevéhez fűződik, aki családi számokkal játszott, maga és gyermekei életkorának megjátszásával ért el ötöst; a nyertes számok 23, 26, 33, 37 és 66 voltak. Misi akkor 23, Marica 26, Sanyi 33, Laci 37, ő maga pedig 66 éves volt. Így jött divatba a családi számok megjátszása. Özvegy Ring Sándorné 91 éves korában halt meg.
- Az 1 milliós határt 1959-ben lépte át az öttalálatos.
- 2 milliós nyereményt 1964-ben osztottak ki.
- 5 millió forintos nyereményt először 1986-ban fizettek ki.
- 10 milliót 1989-ben ért az öt találat.
- 1990 21. játékhetében rekordot jelentő 13 (!) öttalálatos volt. (A képet kissé árnyalja, hogy ebből tíz szelvényt ugyanaz a játékos adott fel.) Ez a hét generálta az addigi legnagyobb, 21 milliós szelvényforgalmat és a négy nyerőosztály legtöbb nyertesét is (612 747 darabot).
- 100 milliós határ éve: 1992.
- 500 milliós nyeremény éve: 1994.
- Az első bő 1 milliárd forintos nyeremény 1999-ben talált gazdára.
- 2003. november 29-én 5 milliárd 92 millió 890 ezer 758 forintot nyert valaki, amivel beállította az akkori rekordot.
- 2020. március 28-án az egyik játékos 6 milliárd 431 millió 516 ezer 10 forintot nyert, amivel a magyar lottótörténelem addigi legnagyobb összegét vihette haza.[9][10]
- 2024. február 24-én újabb rekordot állított be valaki a telitalálatos szelvénnyel. Nyereménye: 6 milliárd 523 millió 768 ezer 955 forint.[11]
- 2024. október 19-én ismét újabb rekord főnyereményt vittek el, ami: 6 milliárd 613 millió 905 ezer 20 forint. [12]